# Daubenya comata
Daubenya comata là một loài thực vật có hoa trong họ Măng tây. Loài này được (Burch. ex Baker) J.C.Manning & A.M.van der Merwe mô tả khoa học đầu tiên năm 2002.